# Crépuscules d'automne
Les Crépuscules d'automne constituent un cycle de six mélodies composé par Louis Aubert en 1908, et créées par Jane Bathori le 20 février 1909 dans un concert de la Société nationale de musique.

## Composition
Louis Aubert compose les Crépuscules d'automne en 1908, pour mezzo-soprano ou baryton, sur des poèmes de André-Ferdinand Hérold, Robert Catteau, Albert Samain, Camille Mauclair et Renée Vivien.

## Création
Les mélodies sont créées par Jane Bathori, le 20 février 1909, dans un concert de la Société nationale de musique.

## Présentation
Les Crépuscules d'automne comptent six mélodies :
1. « Prélude » (poème d'André-Ferdinand Hérold) — Assez lent ( = 60) en ré mineur, à 
 ;
2. « Grisaille » (poème de Robert Catteau) — Très modéré ( = 48) en ré majeur, à 
 ;
3. « Silence » (poème d'Albert Samain) — Lent ( = 48) en mi bémol majeur, à 
 ;
4. « L'âme errante » (poème d'Albert Samain) — Très modéré ( = 44) en ré bémol majeur, à 
 ;
5. « Brodeuses » (poème de Camille Mauclair) — Modérément animé ( = 56) en ut mineur, à 
 ;
6. « Feuilles sur l'eau » (poème de Renée Vivien) — Lent et calme ( = 54) en si bémol majeur, à 
.

## Analyse
Selon Louis Vuillemin, « un sentiment de mélancolie domine » les Crépuscules d'automne : « il semblerait que le musicien, habité d'une persistance tristesse, s'est plu à rassembler ces poésies dont les titres disent assez le caractère rêveur ou élégiaque ». Ces mélodies « correspondent à l'absolue maturité » de Louis Aubert.
Vladimir Jankélévitch commente la troisième mélodie, Silence, du recueil de Louis Aubert : « le silence musical n'est pas le vide ; il n'est pas seulement « cessation » mais « atténuation ». Comme réticence ou développement interrompu, il exprime une volonté de rentrer dans le silence le plus tôt possible ; comme intensité atténuée, il est, sur le seuil de l'inaudible, un jeu avec le presque-rien. Écoutez plus attentivement ! »

## Postérité
En 1930, René Dumesnil déclare que « Crépuscule d'automne (sic) mérite la faveur des cantatrices et du public ». En 1960, l'historien de la musique Paul Pittion mentionne « les mélancoliques Crépuscules d'automne » de Louis Aubert. En 1994, le Guide de la mélodie et du lied ne mentionne pas les Crépuscules d'automne parmi les « recueilss » du compositeur. En 2005, le Dictionnaire de la musique dirigé par Marc Vignal mentionne que Louis Aubert « pratiqua aussi la critique musicale et fut élu à l'Institut en 1956 » mais ne donne le titre d'aucune de ses œuvres…

### Ouvrages généraux
- Marie-Claire Beltrando-Patier, Brigitte François-Sappey et Gilles Cantagrel (dirs.), Guide de la mélodie et du lied, Paris, Fayard, coll. « Les Indispensables de la musique », 1994, 916 p. (ISBN 2-213-59210-1, OCLC 417117290, BNF 35723610), « Louis Aubert », p. 11–12.
- René Dumesnil, La musique contemporaine en France, t. I, Paris, Armand Colin, 1930, 218 p., « Louis Aubert », p. 152-154.
- Vladimir Jankélévitch, La Musique et l'ineffable, Paris, Seuil, 1983, 194 p. (ISBN 2-02-006450-2).
- Paul Pittion, La musique et son histoire : de Beethoven à nos jours, t. II, Paris, Éditions Ouvrières, 1960, 574 p. (BNF 33137562), « En France, l'inspiration littéraire — la mélodie », p. 457-469.

### Monographies
- Vladimir Jankélévitch, Premières et Dernières Pages : Louis Aubert, Paris, Seuil, 1994 (1re éd. 1974), 318 p. (ISBN 2-02-019943-2 et 978-2-02-019943-8), p. 290-298.
- Louis Vuillemin, Louis Aubert : Son œuvre, Paris, Éditions Durand, 1921, 72 p.